# Manuel de J. Calle
Manuel de J. Calle, ausgeschrieben: Manuel de Jesús Calle, Kurzform: Manuel J. Calle, ist eine Ortschaft und eine Parroquia rural („ländliches Kirchspiel“) im Kanton La Troncal der ecuadorianischen Provinz Cañar. Die Parroquia besitzt eine Fläche von 37,55 km². Die Einwohnerzahl lag im Jahr 2010 bei 2765. Für 2020 wurde die Einwohnerzahl mit 6324 beziffert.

## Lage
Die Parroquia Manuel de J. Calle liegt in der Küstenebene westlich der Anden. Der Río Bulubulu, der Hauptquellfluss des Río Taura, fließt entlang der nördlichen Verwaltungsgrenze in Richtung Westnordwest. Der Río Cochancay begrenzt das Gebiet im Südwesten. Der etwa 47 m hoch gelegene Hauptort befindet sich etwa 6 km nordwestlich vom Kantonshauptort La Troncal sowie 1,7 km südlich von El Triunfo. Die Fernstraße E40 (La Troncal–Durán) führt an Manuel de J. Calle vorbei.
Die Parroquia Manuel de J. Calle grenzt im Südosten an die Parroquia La Troncal, im Südwesten an die Parroquia Pancho Negro sowie im Westen und im Norden an die Provinz Guayas mit der Parroquia Taura (Kanton Naranjal) und dem Kanton El Triunfo.

## Geschichte
Die Parroquia Manuel de J. Calle wurde am 16. November 1932 im Kanton Cañar gegründet. Am 19. November 1975 wurde La Troncal als eigenständige Parroquia herausgelöst. Am 22. September 1983 wurde der Kanton La Troncal geschaffen und Manuel de J. Calle Teil davon. In der Geschichte gab es Grenzstreitigkeiten bezüglich des umstrittenen Gebietes (Zona no delimitada) El Piedrero. Im Jahr 2017 wurde dieses schließlich dem Kanton El Triunfo zugeschlagen. Namensgeber der Parroquia war Manuel de Jesús Calle Pesantes (* 24. Dezember 1866; † 6. Oktober 1918), ein Soziologe, Politiker, Schriftsteller und Historiker.